# Urolophus halleri
Urolophus halleri  (лат.) — вид рода уролофов семейства короткохвостых хвостоколов отряда хвостоколообразных.Обитает в северо-восточной части Тихого океана. Встречается на глубине до 91 м. Грудные плавники этих скатов образуют почти круглый диск. Дорсальная поверхность диска покрыта многочисленными мелкими тёмными пятнышками, разбросанными по коричневому или серо-коричневому фону. Между ноздрями имеется прямоугольная складка кожи. Короткий хвост оканчивается листовидным хвостовым плавником. В средней части хвостового стебля позади крупного спинного плавника расположен зазубренный шип. Максимальная зарегистрированная ширина диска 31 см. 
Размножается яйцеживорождением. Рацион состоит в основном из ракообразных. Репродуктивный цикл двухгодичный. Беременность длится 14—19 месяцев. Не является объектом целевого лова. В качестве прилова попадается при коммерческом промысле.

## Таксономия
Впервые вид был научно описан в 1863 году. Изначально он был отнесён к роду уролофов, однако в 1913 году его причислили к созданному к тому времени роду Urobatis. Сейчас в базе данных FishBase он снова отнесён к роду уролофов. Взаимосвязь 'Urolophus halleri с симпатрическими видами Urolophus maculatus и Urobatis concentricus требует дальнейшего изучения. Они могут быть признаны как самостоятельными видами, так и синонимами. Вид назван в честь Мэйджора Дж. О. Хэллера, который был ранен таким скатом, когда бродил в воде в заливе Сан Диего. 

## Ареал
Urolophus halleri обитают в северо-восточной части Тихого океана от залива Гумбольдта к югу до Панамы. Они наиболее распространены на юге Калифорнии в водах омывающих полуостров Калифорнию. Эти скаты населяют тропические и тёплые умеренные прибрежные воды, как правило, не глубже 15 м, хотя есть данные об их присутствии на глубине до 91 м. Они держаться на дне с мягким грунтом, илистое или песчаное, в большом количестве они попадаются в зарослях водорослей, на фоне которых они прекрасно маскируются. Кроме того, их можно встретить у скалистых рифов.
Эти скаты предпочитают температуру воды выше 10 °C, взрослые особи более терпимы к температурным колебаниям по сравнению с молодыми. В наибольшем количестве они встречаются в прибрежных водах и бухтах южной Калифорнии с весны по осень. Зимой они уходят на большую глубину, где температура держится стабильнее. Часто они собираются в местах сброса тёплой морской воды, осуществляемого прибрежными электрическими генераторами, где возникают условия схожие с эстуариями рек.

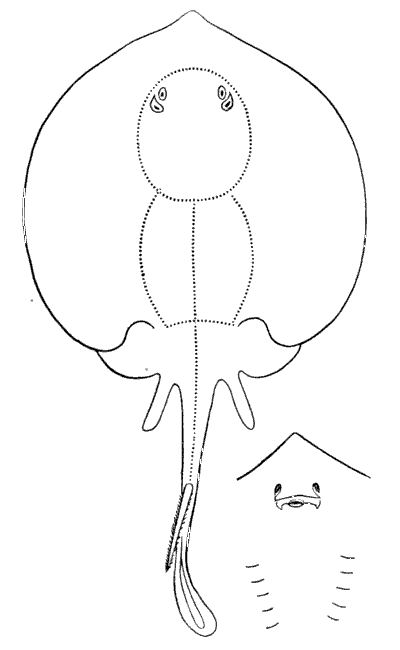
Рисунок, сопровождавший первое научное описание вида.

## Описание
Широкие грудные плавники этих скатов сливаются с головой и образуют почти круглый диск. Заострённое мясистое рыло выступает за края диска. Позади крошечных глаз расположены брызгальца в виде запятых. Мелкие зубы имеют форму ромба. У самцов центральные зубы заострённые и загибаются внутрь. На вентральной стороне диска расположено 5 пар коротких жаберных щелей. Небольшие брюшные плавники закруглены. 
Хвост короткий и толстый с длинным, толстым и зазубренным шипом, который скат периодически сбрасывает и отращивает заново. Большую часть года у Urolophus halleri имеется только один шип, однако в начале июля прорезывается ещё один маленький шип. Со временем численность скатов с двумя шипами растёт и достигает пика к сентябрю-октябрю, а затем снижается, поскольку первичный шип отпадает. Процесс замены шипа заканчивается к декабрю. Кожа лишена чешуи. Максимальная зарегистрированная ширина диска 31 см. Дорсальная поверхность диска покрыта многочисленными мелкими тёмными пятнышками и извилинами, разбросанными по коричневому или серо-коричневому фону. Некоторые особи имеют ровную окраску или окрашены в чёрный цвет. Вентральная поверхность белая или желтоватая.

## Биология
В природе у этих скатов наблюдается строгая сегрегация по полу и возрасту. Самки остаются на глубине свыше 14 м, а самцы и молодь держатся на мелководье. Молодые особи, ширина диска которых не превышает 14 см. По мере взросления в их рационе появляются двустворчатые моллюски, а доля полихет и крабов снижается, что сокращает конкуренцию между молодыми и взрослыми рыбами. Urolophus halleri ведут дневной образ жизни и наиболее активно охотятся в тёплой воде летом и осенью. С помощью грудных плавников и рта они выкапывают большие ямы, чтобы добраться до зарывшейся добычи. Такие ямы играют важную роль в экологии, поскольку они делают доступной пищу для мелких рыб.
В северной части своего ареала Urolophus halleri могут стать добычей северных морских слонов и гигантских окуней. В целом на этих скатов охотятся и прочие крупные хищники, включая акул. На них паразитируют до 40 видов животных, принадлежащие к 19 различным семействам. Среди внешних паразитов надо перечислить копеподов и пиявок, в пищеварительном тракте встречаются 16 видов ленточных червей, включая Phyllobothrium hallericola n. sp. и Acanthobothrium olseni. В спиральном клапане встречаются Eimeria chollaensis sp. nov. и Rhinebothrium spp.
Подобно прочим хвостоколообразным эти скаты размножаются яйцеживорождением. Беременность длится 3 месяца. Репродуктивный цикл полугодичный. В помёте 1—6, в среднем 2—3 новорожденных шириной около 6—8 см. Численность помёта зависит от размера самки. Самки способны сохранять сперму круглый год. В южной Калифорнии самки приплывают к берегу для спаривания с апреля по июнь, новорожденные появляются на свет с июня по октябрь. Южнее, в Калифорнийском заливе, спаривание и роды происходят раньше, с конца зимы по весну. Часть популяции спаривается и приносит потомство зимой, таким образом у некоторые самки рожают дважды в год. После родов самки уходят на глубину, тогда как молодняк остаётся на мелководье. Молодые скаты вырастают за год на 3 см и достигают половой зрелости к 31 месяцу, к этому времени скорость роста замедляется. Самцы и самки становятся половозрелыми при ширине диска 14,6 см и 14,5 см.

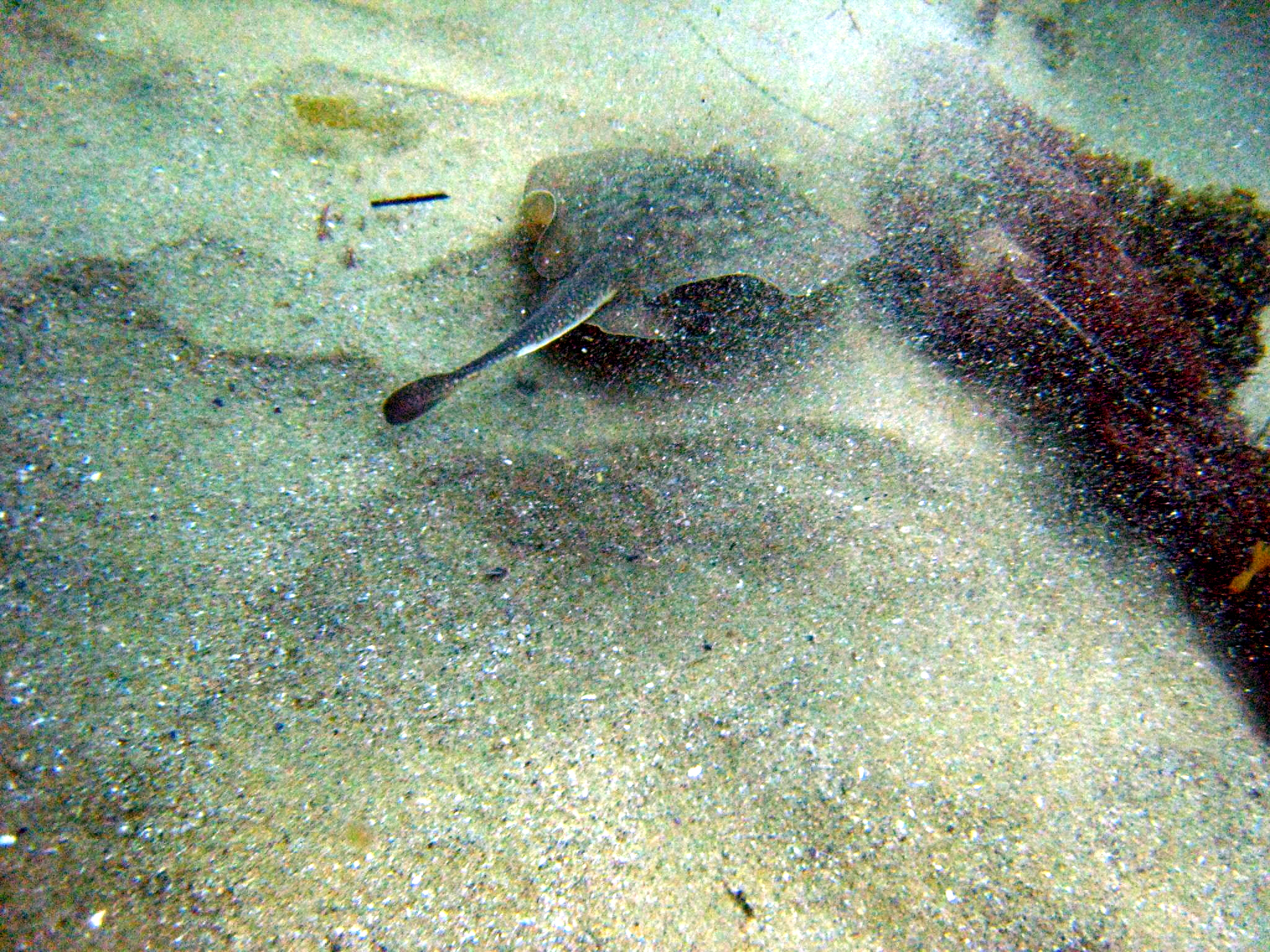
Urolophus halleri каждый год ранят в южной Калифорнии сотни людей.

## Взаимодействие с человеком
Ежегодно в прибрежных водах южной Калифорнии сотни людей получают ранения. Потревоженные скаты наносят шипом не смертельный, но очень болезненный укол. На Сил Бич, который служит им природным питомником, такие инциденты случаются особенно часто. В промежутке между апрелем и ноябрём 1952 года было ранено минимум 74 человека, свыше 500 пострадали за 10 недель в 1962 году. В 90-е годы на Сил Бич в среднем 226 человек получали ранения ежегодно. Число пострадавших увеличивалось в годы Эль-Ниньо, что объясняется повышением температуры. Недавно местные власти и учёные предприняли попытку отлавливать скатов, помечать их и отламывать шип, чтобы сократить количество инцидентов. Однако не похоже, что эта программа принесла какие-то ощутимые результаты, вероятно, из-за большой численности скатов, их миграций по региону и ежегодной смены шипов.
Эти скаты не являются объектом целевого лова из-за мелких размеров и длинного шипа. В качестве прилова они иногда попадаются на крючок или в кустарные жаберные сети. В Мексике, как правило, прежде чем выбросить ската за борт, у него отламывают шип, что может быть причиной высокой смертности среди выбрасываемых рыб.  Из-за высокой численности популяции и быстрого воспроизводства Международный союз охраны природы присвоил этому виду статус сохранности «Вызывающий наименьшие опасения».